# Клаус — водитель погрузчика
«Клаус — водитель погрузчика» (нем. Staplerfahrer Klaus — Der erste Arbeitstag) — короткометражный фильм 2000 года, который рассказывает о первом рабочем дне свежеиспечённого водителя вилочного автопогрузчика по имени Клаус Бассек. Фильм пародирует индустриальные учебные фильмы по технике безопасности 1980-х годов. Для большего соответствия пародируемому жанру роль рассказчика играет Эгон Хёген, чей сухой и нейтральный голос известен по фильмам о дорожной безопасности «Der siebte Sinn» (Седьмое чувство, немецкий аналог передачи «Красный, желтый, зеленый»).
Сценарий девятиминутного короткометражного фильма в жанре сплэттер написали Штефан Прен и Йорг Вагнер. Главного героя по имени Клаус играл актёр Константин Граудус. Фильм был снят на индустриальной территории в городе Бухольц.
Фильм получил многочисленные награды и представлен в 2001 году на Каннском кинофестивале. В 2003 году фильм вышел на DVD.

## Сюжет
Фильм поставлен в стиле фильма по технике безопасности из ранних 1980-х годов и рассказывает о правильном обращении с вилочным автопогрузчиком. Главный герой Клаус только что получил права на вождение автопогрузчика и в свой первый рабочий день делает практически все ошибки, которые можно сделать при обращении с ним. Эти ошибки приводят к многочисленным несчастным случаям, которые становятся всё более кровавыми, в стиле фильмов ужасов — пострадавших сотрудников перерезают напополам, нанизывают на вилки погрузчика, лишают конечностей и обезглавливают.

## В ролях
- Константин Граудус — водитель погрузчика Клаус
- Густав Адольф Арц — руководитель тренинга
- Юрген Книттель — прыгающий коллега

## Награды
- Международный приз в категории «лучший короткометражный фильм» от Canal+ на фестивале Cinema Jove Festival Internacional de Cine València в 2001 году.
- Приз жюри в категории «лучший короткометражный фильм» и Приз публики в категории «короткометражный фильм» на фестивале Фестиваль фильмов ужасов и фантастики в Сан Себастьяне в 2001 году.
- Приз публики в категории «короткометражный фильм» и Особый приз жюри европейского телевещания за лучшую оригинальную идею на фестивале Брюссельский международный фестиваль фантастических фильмов в 2002 году.
- Приз имени Фридриха Вильгельма Мурнау на фестивале День немецкого короткометражного кино в 2002 году.
- Награда немецких кинокритиков в категории «лучший короткометражный фильм» на церемонии Награды ассоциации кинокритиков Германии в 2002 году.
- Приз жюри в категории «лучший короткометражный фильм» на фестивале «Фантазия[англ.]» в 2003 году (в этом же году фильм занял там третье место в категории «лучший короткометражный фильм».|  | В статье не хватает ссылок на источники (см. рекомендации по поиску). Информация должна быть проверяема, иначе она может быть удалена. Вы можете отредактировать статью, добавив ссылки на авторитетные источники в виде сносок. (9 мая 2025) |